# Српско-финско друштво
Српско-финско друштво настало је с циљем развијања културних веза између финског и српског народа, и јачања пријатељства и сарадње између њих. Зарад остваривања ових циљева Друштво организује курсеве српског језика, предавања, изложбе, културне и спортске манифестације, појединачне и групне посете и путовања. Друштво се бави издавањем публикација и одржавањем веза са јавношћу ради бољег информисања у Финској о Србима и њиховом животу и тежњама.

## О Српско-финском друштву

### Оснивање
Српско-финско друштво основано је на оснивачкој седници 25. маја 2001. године, а званично је регистровано 15. октобра 2001. године.

### Име удружења и седиште
Име удружења је Serbialais-suomailainen seura ry, на српском језику може да се користи незванично име Српско-финско друштво, са седиштем у Хелсинкију и са простором деловања у читавој Финској. 

## Председништво
Друштвом управља председништво, које чине председник и најмање шест а највише четрнаест чланова изабраних на годишњој скупштини. Председништво се бира на период између годишњих скупштина, и између себе бира потпредседника, секретара, благајника и друге потребне службенике. Састаје се на позив председника или, у случају његове спречености, потпредседника. Председништво може да именује сталне или привремене радне групе.
Председник Друштва је Владан Јовановић, а остали чланови председништва:
- Нина Гравес, потпредседник;
- Лена Ескелинен, секретар;
- Сеија Лапалајнен;
- Бранислав Бакић;
- Сеија Милићевић;
- Биљана Живковић.

## Чланство у Друштву

### Учлањење у Друштво
У Друштво се могу учланити сва лица која прихватају циљеве рада Друштва и које председништво прими за чланове. У циљу остварења циљева Друштва чланови могу да оснивају нерегистроване секције чију делатност и сврху оснивања потврди председништво Друштва.

### Чланарина
Чланови Друштва плаћају годишњу чланарину која се одређује на годишњој скупштини. Председништво Друштва може на одређено време ослободити члана плаћања чланарине, уколико то члан затражи позивајући се на недостатак финансијских средстава, на школовање, на болест или неки други сличан разлог.
У спонзорско чланство могу бити примљена правна лица регистрована у Финској, која прихватају циљеве Друштва и која су прихваћена на годишњој скупштини. Спонзорски чланови плаћају годишњу чланарину чија се висина одређује на годишњој скупштини.
Годишња скупштина Друштва може на предлог председништва да за почасног председника и чланове прими лица која су значајно допринела остваривању циљева Друштва. Почасни чланови и почасни председник не плаћају чланарину.

### Напуштање чланства и искључивање из чланства
Члан може да напусти Друштво обавештавајући о томе у складу са Законом о удружењима. Председништво може да искључи из чланства члана Друштва који запостави плаћање чланарине, делује противно правилнику или циљевима Друштва или на други начин наноси значајну штету Друштву.
Искључени члан има, ипак, право да у циљу поништења одлуке, упути писмену жалбу председавајућем скупштине Друштва у року од четрнаест дана по пријему одлуке председништва. Уколико се искључени члан не жали на одлуку о искључењу из чланства одлука ступа на снагу по истеку рока за жалбу, у противном са датумом када је скупштина Друштва потврдила одлуку о искључењу.
Уколико члан Друштва не плати чланарину две узастопне године, председништво сматра да је искључен из чланства.

## Састанци Друштва

### Сазивање састанка Друштва
Председништво треба да позове чланове на састанак најмање седам дана пре датума одржавања и то писмено или путем огласа у локалном листу.
Годишња скупштина се одржава у периоду јануар-мај, на датум који одреди председништво. Ванредна скупштина се одржава када се о томе донесе одлука на састанку Друштва, тј. када најмање десетина чланова са правом гласа то писмено затражи од председништва. Скупштина се мора одржати у року од тридесет дана од подношења захтева председништву.
Чланови Друштва имају право гласа на скупштини и не могу бити заступљени од стране другог лица.
На састанцима Друштва одлуке се доносе простом већином, уколико се не односе на промену правилника или укидање Друштва. Уколико је резултат гласања нерешен, у случају избора кандидат се бира извлачењем; у осталим случајевима одлучује глас председавајућег.

### Годишња скупштина
На годишњој скупштини Друштва се:
1. отвара састанак
2. бира председник, секретар, два контролора записника и, у случају потребе, два контролора гласања;
3. констатује да су испуњени формални услови за одржавање састанка;
4. износи завршни рачун, годишњи извештај и извештај књиговође;
5. одлучује о усвајању завршног рачуна и ослобађању од одговорности председништва и осталих одговорних лица;
6. усваја се план рада Друштва, процена прихода и расхода као и висина чланарине;
7. бирају председник и остали чланови председништва;
8. бира књиговођа и његов заменик;
9. расправља о осталим питањима наведеним у позиву на састанак.

Уколико члан Друштва жели да изнесе неку ствар на годишњу скупштину, мора о томе писмено да обавести председништво на време како би могла да се укључи у дневни ред.

### Измена правилника и укидање Друштва
Одлука о измени правилника и укидању Друштва мора се донети на састанку Друштва уз најмање три четвртине гласова. У позиву на састанак мора бити наведено да се ради о измени правилника или укидању Друштва.
У случају укидања Друштва преостала средства ће бити употребљена за унапређење истих циљева, на начин који је одређен на састанку Друштва на коме је донета одлука о његовом укидању.